# Hugo Hurter
Hugo Adalbert Hurter, från 1852 Hugo von Hurter-Ammann, född 11 januari 1832 i Schaffhausen, död 11 december 1914 i Innsbruck, var en schweizisk-österrikisk teolog och jesuit; son till Friedrich Emanuel von Hurter.
Hurter blev professor i dogmatik i Innsbruck 1858. Han utgav bland annat Sanctorum patrum opuscula selecta ad usum præsertim studiosorum theologiæ (54 band, 1868–92) och det lärda arbetet Nomenclator literarius recentioris theologiæ catholicæ (tre band, 1871–86).